# Túpolev Tu-124
El Túpolev Tu-124 (en ruso: Ту-124; designación OTAN: Cookpot) fue un reactor bimotor comercial soviético de corto alcance capaz de transportar 56 pasajeros. 

## Diseño y desarrollo

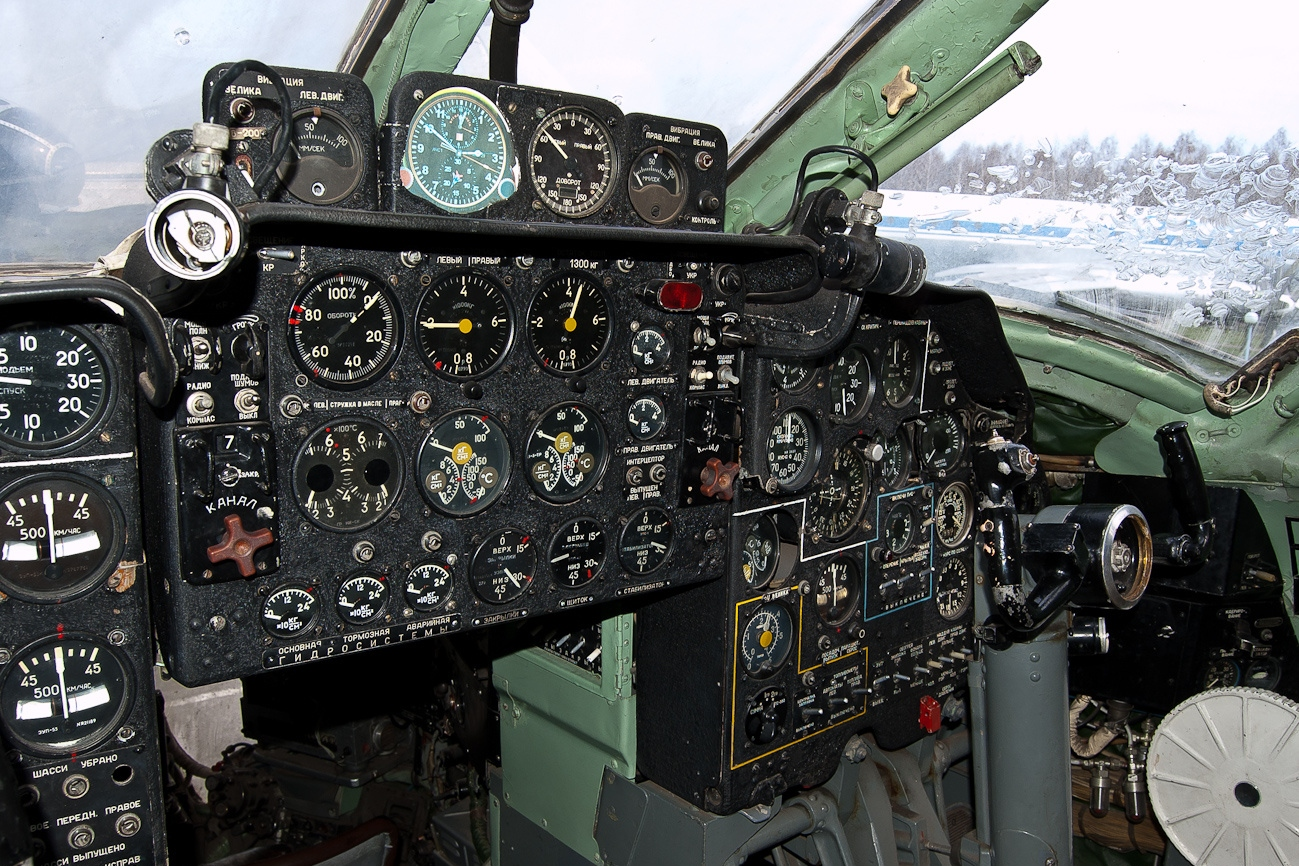
Cabina Tupolev Tu-124

Desarrollado a partir del avión de medio alcance Tupolev Tu-104, el Tu-124 nació para satisfacer las necesidades de Aeroflot, que necesitaba un aeroplano que cubriera las rutas de corto y medio alcance, reemplazando al Ilyushin Il-14. Sin embargo no fue una copia exacta del Tu-104, ya que incluía ciertas mejoras, entre ellas, mayor robustez estructural, adopción de aerofrenos y spoilers alares. Además montaba un paracaídas para su uso en aterrizajes de emergencia y ruedas de baja presión por si era necesario aterrizar en pistas no pavimentadas. También se mejoró la economía del combustible, siendo el primer avión de corto alcance a reacción, además de tener un mantenimiento bastante económico.
Pero la modificación más novedosa introducida por el Tupolev Tu-124 en la historia de la aviación fue la adopción por primera vez de reactores de doble flujo, ya que fue el primer avión de corto y medio alcance del mundo equipado con motores turbofán; los Soloviev D-20P.

## Variantes
Tu-124/Tu-124V
La primera variante producida. Su demanda internacional fue escasa, principalmente porque esperaban al mejorado Tupolev Tu-134.
Tu-124K/Tu-124K2
Configuración VIP. Operados por las fuerzas armadas de Irak y la República Popular de China, así como por la Fuerza Aérea de la India.
Tu-124Sh-1/2
Version militar para entrenamiento.

## Especificaciones
- Número de motores: 2.
- Capacidad:: 56 pasajeros
- Longitud: 30,58 m
- Envergadura: 25,55 m
- Altura: 8,08 m
- Superficie alar: 119 m²
- Velocidad máxima de vuelo: 907 km/h (Mach 0,75)
- Alcance máximo: 2100 km
- Peso del avión vacío: 30.000 kg
- Peso máximo en despegue: 37,500 kg kg
- Tripulación: 3

## Antiguos operadores

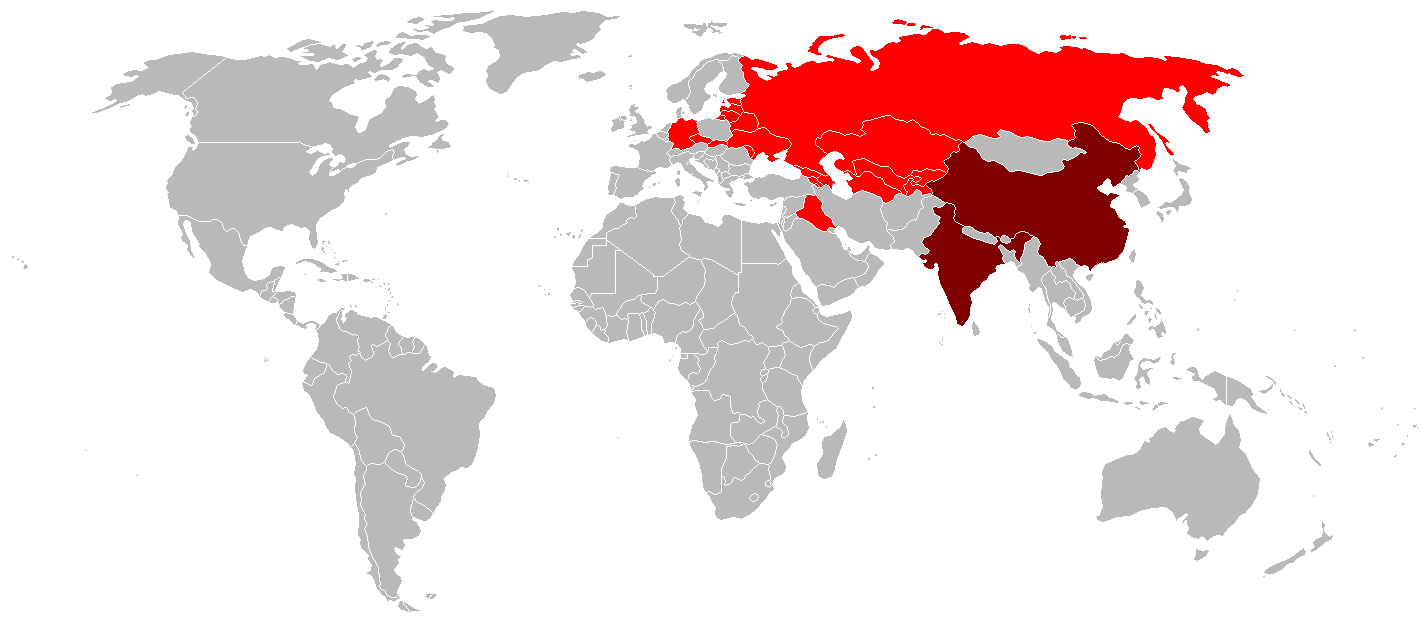
Mapa que muestra los países en los que operó el Tupolev Tu-124. En rojo, países en los que operó en compañías aéreas y de manera militar. En granate, países en los que operó únicamente de manera militar.

### Operadores civiles
República Democrática Alemana
- Interflug

 Checoslovaquia
- CSA

 Irak
- Iraqi Airways

 Unión Soviética
- Aeroflot

### Operadores militares
República Democrática Alemana
- Fuerza Aérea y Defensa Aérea del Ejército Popular Nacional

 Checoslovaquia
- Fuerza Aérea Checoslovaca

 China
- Fuerza Aérea del Ejército Popular de Liberación

 India
- Fuerza Aérea India

 Irak
- Fuerza Aérea Iraquí

 Unión Soviética
- Fuerza Aérea Soviética

### Aeronaves similares
- McDonnell Douglas DC-9
- Sud Aviation Caravelle
- BAC One-Eleven
- Tupolev Tu-134
- Tupolev Tu-104

### Listas relacionadas
- Aviones de pasajeros de Tupolev: Tu-104 · Tu-114 · Tu-124 · Tu-134 · Tu-144 · Tu-154 · Tu-204 · Tu-214 · Tu-334